# Liste der Monuments historiques in Vitré (Ille-et-Vilaine)
Die Liste der Monuments historiques in Vitré (Ille-et-Vilaine) führt die Monuments historiques in der französischen Stadt Vitré auf.

## Liste der Bauwerke
| Bezeichnung                       | Beschreibung | Standort                         | Kennzeichnung | Schutzstatus   | Datum          | Bild           |
| --------------------------------- | ------------ | -------------------------------- | ------------- | -------------- | -------------- | -------------- |
| Burg                              |              | Place du Château (Lage)          | PA00090896    | Classé         | 1872 1898 1902 | weitere Bilder |
| Château Marie                     | Schloss      | Place du champ de foire (Lage)   | PA00090897    | Classé Inscrit | 1921 1939      | weitere Bilder |
| Château des Rochers-Sévigné       | Schloss      | Les Rochers (Lage)               | PA00090898    | Inscrit        | 1995           | weitere Bilder |
| Kirche Notre-Dame                 |              | Rue Notre-Dame (Lage)            | PA00090899    | Classé         | 1840           | weitere Bilder |
| Kirche St-Martin                  |              | Boulevard Saint-Martin (Lage)    | PA35000053    | Inscrit        | 2013           | weitere Bilder |
| Stadtbefestigung                  |              | (Lage)                           | PA00090906    | Inscrit        | 2014           | weitere Bilder |
| Ensemble de La Mare-aux-Hupins    |              | (Lage)                           | PA00090970    | Inscrit        | 1992           |                |
| Bahnhof                           |              | (Lage)                           | PA00090900    | Inscrit        | 1975           | weitere Bilder |
| Hôtel du Bât                      |              | 10, rue d’Embas (Lage)           | PA00090927    | Inscrit        | 1926           | weitere Bilder |
| Hôtel de la Botte Dorée           |              | 20, rue d’Embas (Lage)           | PA00090929    | Inscrit        | 1943           | weitere Bilder |
| Hôtel Hardy                       |              | 27, rue Notre-Dame (Lage)        | PA00090901    | Inscrit Classé | 1926 1942      | weitere Bilder |
| Hôtel de Sévigné                  |              | 20, rue de la Borderie (Lage)    | PA35000007    | Inscrit        | 1997           | weitere Bilder |
| Haus                              |              | 5, rue Baudrairie (Lage)         | PA00090907    | Inscrit        | 1926           | weitere Bilder |
| Haus                              |              | 9, rue Baudrairie (Lage)         | PA00090908    | Inscrit        | 1926           |                |
| Haus                              |              | 12, rue Baudrairie (Lage)        | PA00090909    | Inscrit        | 1927           |                |
| Haus                              |              | 15, rue Baudrairie (Lage)        | PA00090910    | Inscrit        | 1927           |                |
| Haus                              |              | 16, rue Baudrairie (Lage)        | PA00090911    | Inscrit        | 1926           | weitere Bilder |
| Haus                              |              | 21, rue Baudrairie (Lage)        | PA00090912    | Inscrit        | 1926           | weitere Bilder |
| Haus                              |              | 23, rue Baudrairie (Lage)        | PA00090913    | Inscrit        | 1926           |                |
| Haus                              |              | 25, rue Baudrairie (Lage)        | PA00090914    | Inscrit        | 1926           | weitere Bilder |
| Haus                              |              | 26, rue Baudrairie (Lage)        | PA00090915    | Inscrit        | 1927           |                |
| Haus                              |              | 27, rue Baudrairie (Lage)        | PA00090916    | Inscrit        | 1926           | weitere Bilder |
| Haus                              |              | 28, rue Baudrairie (Lage)        | PA00090917    | Inscrit        | 1926           |                |
| Haus                              |              | 29, rue Baudrairie (Lage)        | PA00090918    | Inscrit        | 1926           |                |
| Haus                              |              | 30, rue Baudrairie (Lage)        | PA00090919    | Inscrit        | 1926           | weitere Bilder |
| Haus                              |              | 4, rue Duguesclin (Lage)         | PA00090920    | Inscrit        | 1943           | weitere Bilder |
| Haus                              |              | 3, rue d’Embas (Lage)            | PA00090922    | Inscrit        | 1926           | weitere Bilder |
| Haus                              |              | 4, rue d’Embas (Lage)            | PA00090923    | Inscrit        | 1926           |                |
| Haus                              |              | 5, rue d’Embas (Lage)            | PA00090924    | Inscrit        | 1926           | weitere Bilder |
| Haus                              |              | 6, rue d’Embas (Lage)            | PA00090925    | Inscrit        | 1926           |                |
| Haus                              |              | 7, rue d’Embas (Lage)            | PA00090926    | Inscrit        | 1926           | weitere Bilder |
| Haus                              |              | 11, rue d’Embas (Lage)           | PA00090928    | Inscrit        | 1926           | weitere Bilder |
| Haus                              |              | 29, rue d’Embas (Lage)           | PA00090930    | Inscrit        | 1926           | weitere Bilder |
| Haus                              |              | 30, rue d’Embas (Lage)           | PA00090931    | Inscrit        | 1926           | weitere Bilder |
| Haus                              |              | 23, rue Notre-Dame (Lage)        | PA00090932    | Inscrit        | 1928           |                |
| Haus                              |              | 26, rue Notre-Dame (Lage)        | PA00090933    | Inscrit        | 1943           | weitere Bilder |
| Haus                              |              | 28, rue Notre-Dame (Lage)        | PA00090934    | Inscrit        | 1943           |                |
| Haus                              |              | 29, rue Notre-Dame (Lage)        | PA00090935    | Inscrit        | 1926           | weitere Bilder |
| Haus                              |              | 31, rue Notre-Dame (Lage)        | PA00090936    | Inscrit        | 1926           | weitere Bilder |
| Haus                              |              | 33, rue Notre-Dame (Lage)        | PA00090937    | Inscrit        | 1926           | weitere Bilder |
| Haus                              |              | 3, rue de Paris (Lage)           | PA00090938    | Inscrit        | 1966           |                |
| Haus                              |              | 5, rue de Paris (Lage)           | PA35000008    | Inscrit        | 1965           |                |
| Haus                              |              | 7, rue de Paris (Lage)           | PA00090939    | Inscrit        | 1966           |                |
| Haus                              |              | 9, rue de Paris (Lage)           | PA00090940    | Inscrit        | 1966           |                |
| Haus                              |              | 11, rue de Paris (Lage)          | PA00090941    | Inscrit        | 1966           |                |
| Haus                              |              | 13, rue de Paris (Lage)          | PA00090942    | Inscrit        | 1966           |                |
| Haus                              |              | 15, rue de Paris (Lage)          | PA00090943    | Inscrit        | 1942           |                |
| Haus                              |              | 17, rue de Paris (Lage)          | PA00090944    | Inscrit        | 1966           | weitere Bilder |
| Haus                              |              | 19, rue de Paris (Lage)          | PA00090945    | Inscrit        | 1966           |                |
| Haus                              |              | 21, rue de Paris (Lage)          | PA00090946    | Inscrit        | 1943           |                |
| Haus                              |              | 23, rue de Paris (Lage)          | PA00090947    | Inscrit        | 1942           | weitere Bilder |
| Haus                              |              | 26, rue de Paris (Lage)          | PA00090948    | Inscrit        | 1942           |                |
| Haus                              |              | 28, rue de Paris (Lage)          | PA00090949    | Inscrit        | 1943           |                |
| Haus                              |              | 30, rue de Paris (Lage)          | PA00090950    | Inscrit        | 1942           |                |
| Haus                              |              | 31, rue de Paris (Lage)          | PA00090951    | Inscrit        | 1942           |                |
| Haus                              |              | 33, rue de Paris (Lage)          | PA00090952    | Inscrit        | 1942           |                |
| Haus                              |              | 6, rue de la Poterie (Lage)      | PA00090953    | Inscrit        | 1926           |                |
| Haus                              |              | 7, rue de la Poterie (Lage)      | PA00090954    | Inscrit        | 1926           | weitere Bilder |
| Haus                              |              | 8, rue de la Poterie (Lage)      | PA00090955    | Inscrit        | 1926           | weitere Bilder |
| Haus                              |              | 9, rue de la Poterie (Lage)      | PA00090956    | Inscrit        | 1926           | weitere Bilder |
| Haus                              |              | 10, rue de la Poterie (Lage)     | PA00090957    | Inscrit        | 1926           |                |
| Haus                              |              | 11, rue de la Poterie (Lage)     | PA00090958    | Inscrit        | 1926           | weitere Bilder |
| Haus                              |              | 13, rue de la Poterie (Lage)     | PA00090959    | Inscrit        | 1926           | weitere Bilder |
| Haus                              |              | 14, rue de la Poterie (Lage)     | PA00090960    | Inscrit        | 1926           | weitere Bilder |
| Haus                              |              | 16, rue de la Poterie (Lage)     | PA00090961    | Inscrit        | 1943           |                |
| Haus                              |              | 18, rue de la Poterie (Lage)     | PA00090962    | Inscrit        | 1943           |                |
| Haus                              |              | 20, rue de la Poterie (Lage)     | PA00090963    | Inscrit        | 1943           |                |
| Maison Batteux                    |              | 1, rue d’Embas (Lage)            | PA00090921    | Classé         | 1930           |                |
| Manoir de la Meriais (Herrenhaus) |              | 1, 1bis rue de la Meriais (Lage) | PA00090964    | Inscrit        | 1929           |                |
| Kloster Saint-Nicolas             |              | 1, rue du Rachapt (Lage)         | PA00090902    | Inscrit        | 1980           | weitere Bilder |
| Porte d’Embas                     |              | 31, rue d’Embas (Lage)           | PA00090903    | Inscrit        | 1926           | weitere Bilder |
| Priorat Notre-Dame                |              | 2, rue des Bénédictins (Lage)    | PA00090904    | Classé         | 1987           | weitere Bilder |
| Tour de la Bridole                |              | Place de la République (Lage)    | PA00090905    | Inscrit        | 1926           | weitere Bilder |
| Tour des Prisonniers              |              | 2, promenade du Val (Lage)       | PA00090906    | Inscrit        | 1972           | weitere Bilder |

## Liste der Objekte

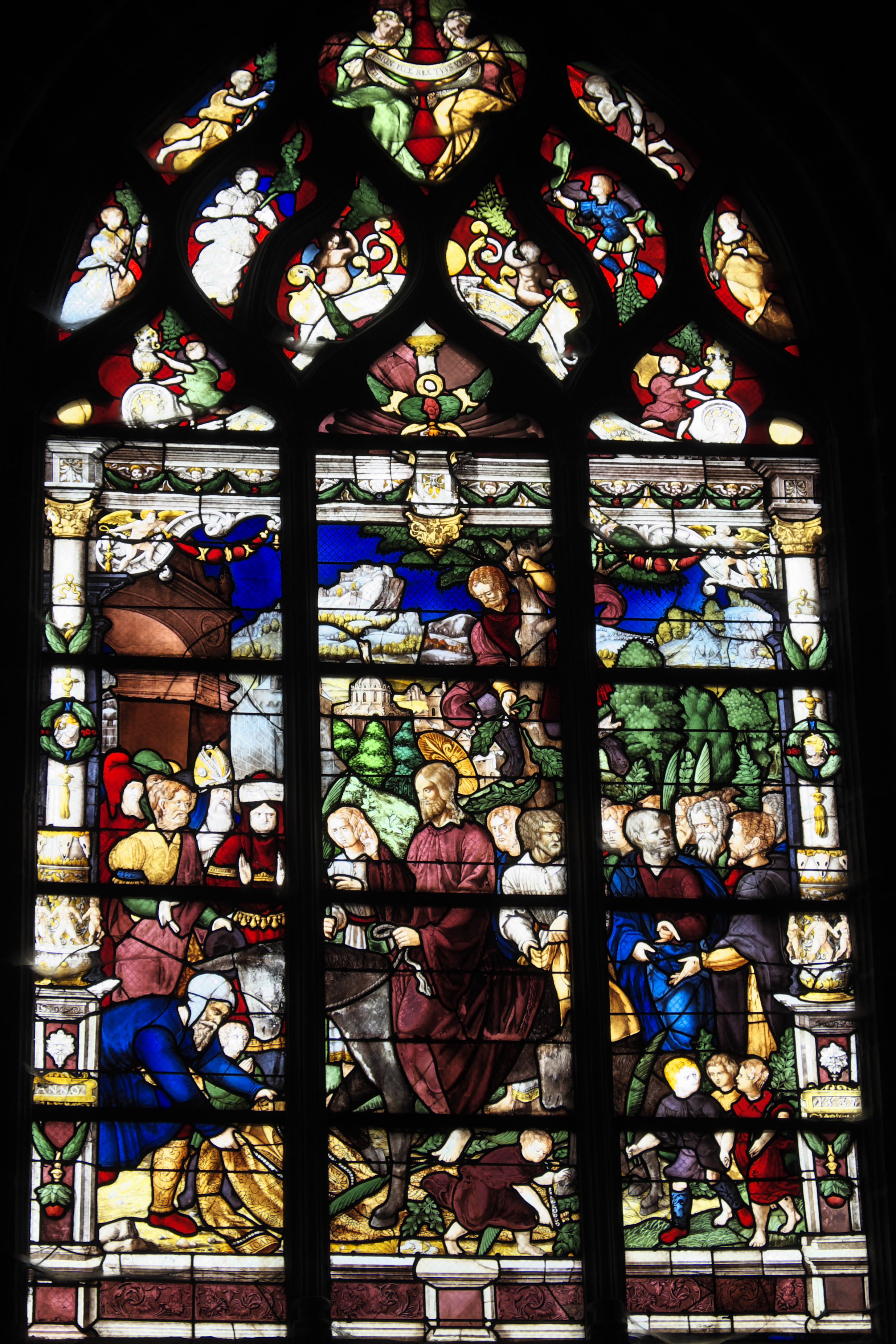
Bleiglasfenster Einzug in Jerusalem in der Kirche Notre-Dame

- Monuments historiques (Objekte) in Vitré (Ille-et-Vilaine) in der Base Palissy des französischen Kultusministeriums

Siehe auch: Einzug in Jerusalem (Vitré)